# Shedinja
Shedinja is een soort Pokémon geïntroduceerd in de derde generatie van de Pokémon spellen van de Insect- en Spooktypes. Het is om meerdere redenen een unieke Pokémon. Ten eerste is het de enige Pokémon met de combinatie van de Insect- en Spooktypes. Daarnaast is de manier waarop de speler Shedinja krijgt anders dan die van alle andere Pokémon. Wanneer Nincada evolueert, vervelt deze zijn oude huid. Deze afgeworpen huid komt tot leven en wordt een Shedinja. Ook heeft Shedinja als enige Pokémon maar 1 HP (levenspunt). Dit betekent dat een Shedinja door elke aanval meteen uitgeschakeld wordt. Echter zorgt Shedinja's exclusieve speciale eigenschap "Wonder Guard" ervoor dat de Pokémon alleen door super-effectieve aanvallen geraakt kan worden. Shedinja is dus alleen kwetsbaar voor Vuur, Duister, Vliegend, Spook en Duister type aanvallen. Echter kan Shedinja wel door indirecte schade verslagen worden, bijvoorbeeld door een Zandstorm of wanneer de Pokémon in contact komt met een Pokémon met de "Iron Barbs"-eigenschap.

## Ruilkaartenspel
Er bestaan acht standaard Shedinja kaarten: vier met het type Grass als element en vier met Psychic als element.

## Waar te vinden
Met uitzondering van Pokémon Scarlet en Violet is Shedinja in elk Pokémonspel te gebruiken sinds zijn introductie. Wanneer Nincada vanaf level 20 evolueert naar Ninjask, als de speler een open plaats in zijn team heeft en minstens een soort Pokéball bij zich heeft, zal er naast de Ninjask ook een Shedinja van hetzelfde niveau ontstaan. Als de Nincada een schitterende Pokémon (shiny) is, zullen de Ninjask en de Shedinja na de evolutie allebei ook schitterend zijn.